# Jeune fille d'Anzio
La Jeune fille d’Anzio est une sculpture romaine en marbre (hauteur 170 cm), qui provient de la villa de Néron à Antium et est conservée au Musée national romain du Palazzo Massimo à Rome. Elle reprend une sculpture hellénistique probablement créée au IIIe siècle av. J.-C., peut-être une œuvre de Doidalsas de Bithynie. Les vêtements, particulièrement ondulés, suggèrent que la statue pourrait être une œuvre hellénistique originale et non une copie romaine.  

## Histoire et description
La statue a été trouvée en 1878 dans une niche du double portique qui surplombait la mer de la villa de Néron à Anzio.  
La statue était composée de deux marbres différents : marbre de Parion pour l'épaule nue et marbre pentélique pour les vêtements. La statue repose sur la jambe gauche et soutient un plateau que la jeune fille observe. Le mouvement de la jeune femme a découvert la partie supérieure du sein. La fille est enroulée d'un lourd manteau. Au centre de la composition se trouve le plateau, où se trouvent un rouleau à moitié ouvert (volumen), une branche de laurier et un objet dont il ne reste que deux pieds en forme de patte de félin.  

## Interprétation
La branche de laurier a probablement pour signification, comme cette plante était sacrée pour Apollon, d'avoir été utilisée pour un rite dionysiaque. Certains érudits ont donc identifié le personnage à la Pythie, qui est la prêtresse delphienne d'Apollon, ou à une jeune fille chargée de porter les objets rituels du culte dionysiaque.  

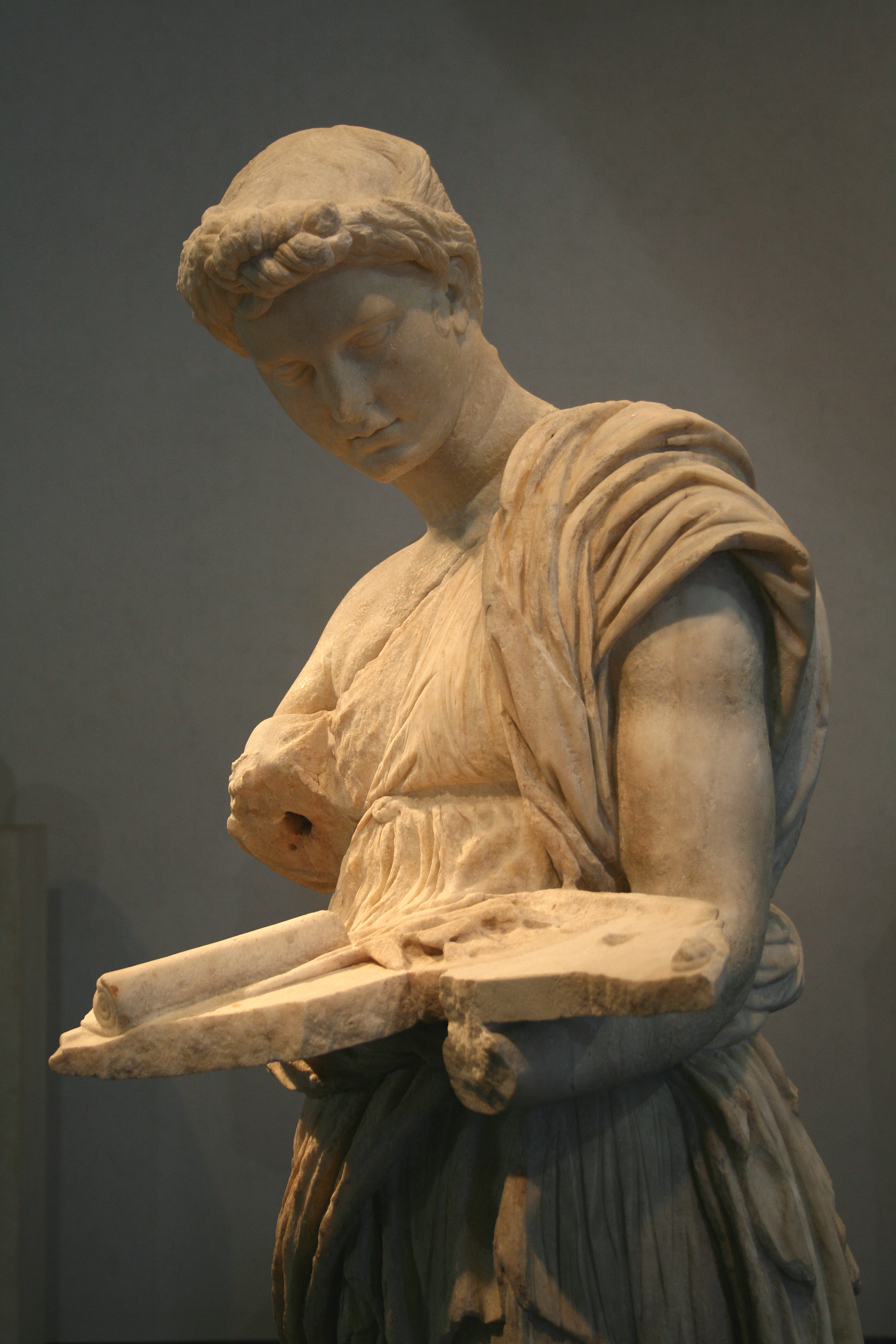
Détail du visage et du buste de la Jeune fille d'Anzio

## Autres projets
- Wikimedia Commons Statua di fanciulla da Anzio